# Hulmeville
Hulmeville är en kommun (borough) i Bucks County i Pennsylvania. Vid 2010 års folkräkning hade Hulmeville 1 003 invånare.